# Калабрито
Калабрѝто (на италиански: Calabritto; на неаполитански: Calavrìttu, Калавриту) е село и община в Южна Италия, провинция Авелино, регион Кампания. Разположено е на 480 m надморска височина. Населението на общината е 2489 души (към 2010 г.).